# Аеродром Сургут
Међународни аеродром Сургут ( рус. Международный аэропорт Сургут   ) (IATA: SGC, ICAO: USRR) је међународни и највећи аеродром у аутономном округу Ханти-Манси у близини града Сургут. Аеродром се налази на 21. месту у земљи по промету путника (1,8 милиона путника). Удаљеност од аеродрома до Москве износи око 2143 км, време лета је 3 сата. Аеродром је средиште и главна техничка база  руске авиокомпаније Utair.

## Положај
Аеродром се налази  6 км северно од града Сургута у Тјумењској области .

## Историја
Историја аеродрома почиње средином 1930-их. Годин 1938. саграђен је аеродром са дрвеним пратећим зградама, и који се углавном користио у војне сврхе. Све већи  број путника (око 50.000 путника из Сургута је летело  крајем 1960-их) створио је потребу за  већим и ефикаснијим аеродромом. Изградња  новог аеродрома у облику  какав  је данас, почела  је 1968. године. Пет година касније, 12. јуна 1975. званично је отворен нови аеродромски терминал .
Аеродром је почео са радом 1971. У првој години је превезао 447.000 путника. Ово је такође повећало број запослених на аеродрому. Пре обнове, тамо је радило само 225 људи, а после обнове око хиљаду запослених је одржавало аеродром у функцији. За једанаест година број путника   се скоро удвостручио ,  на 824.000 путника. 
После распада Совјетског Савеза, аеродром је приватизован. Од фебруара 1994. аеродромом управља приватна компанија Аеродром Сургут (рус. ОАО Аэропорт Сургут). Последњих 20 година, изузев што је обновљено освјетлење писте, обновљени су терминали, обновљено складиште горива  а и изграђена нова паркинг места за авионе. 

## Дестинације
Узимајући у обзир да је сједиште и чвориште велике авиокомпаније Utair, одлично је повезан са скоро свим значајнијим аеродромима у Русији. Осим тога, постоје летови и за европске и централноазијске аеродроме.

## Инциденти
- 22. јануара 1971. теретни авион Антонов Ан-12Б из Сиктивкара срушио се док се приближавао Сургуту . Авион је уништен, а у несрећи је погинуло свих 13 путника.
- У близини Сургута  новембра 1974. године, по лошем времену, сударио се хеликоптер Мил Ми-8 са авионом Ан-2 из Ханти-Мансијска. У судару су погинула 24 путника и два члана хеликоптера и још  6 особа на Антонову.
- У фебруару 1988. током слетања  Туполев 134 дошло је до несреће при чему се авион запалио. Настрадало је  20 од 51 особа које су се налазиле у летелици.
- Дана 1. јануара 2011. услед експлозије мотора на Тупољеву 154, дошло је до пожара у кабини. [3] Том приликом су смртно страдале 3 особе и још 43 повређене.